# Karel Poma
Karel Emiel Hubert Baron Poma (* 14. März 1920 in Antwerpen; † 27. Dezember 2014 in Wilrijk, Provinz Antwerpen) war ein belgischer Politiker der Partij voor Vrijheid en Vooruitgang (PVV).

## Leben
Der Sohn des ehemaligen Bürgermeisters des Antwerpener Stadtteils Wilrijk studierte an der Universität Gent und legte dort nach dem Zweiten Weltkrieg seine Promotion zum Doktor der Naturwissenschaften ab. Anschließend war er als Chemiker und Bakteriologe bei den Antwerpener Wasserwerken tätig und war dort bis 1971 Leiter des Labors.
1965 begann er seine politische Laufbahn mit der Wahl zum Mitglied des Senats, dem er als Vertreter der PVV bis 1971 angehörte. Im Anschluss wurde er 1971 zum Mitglied der Abgeordnetenkammer und gehörte dieser bis 1981 an.
Im April 1974 wurde er von Premierminister Leo Tindemans zum Staatssekretär für Umwelt in dessen Kabinett berufen und gehörte diesem bis zu einer Regierungsumbildung 1977 an. Dabei wurde erstmals ein Mitglied der erweiterten Regierung ausschließlich für Umweltfragen zuständig.
Zugleich war er zwischen 1976 und 1988 Mitglied der Gemeinderäte von Wilrijk und Antwerpen sowie von 1977 bis 1981 Vertreter der Abgeordnetenkammer im Flämischen Rat. Nach seinem Ausscheiden aus der Abgeordnetenkammer wurde er 1981 wiederum Senator und behielt dieses Amt bis 1985.
Als 1981 die Region Flandern eine eigene Regionalregierung bekam, wurde er von deren Ministerpräsidenten Gaston Geens zum Vizeministerpräsidenten ernannt und übernahm zugleich bis 1985 das Amt des Kulturministers. Als solcher war er auch zuständig für Schöne Künste, Bibliotheken, Radio und Fernsehen, Sport, Jugend, kulturelles Erbe, Wissenschaft und Forschung sowie internationale Kulturbeziehungen. Nachfolger als flämischer Kulturminister wurde Patrick Dewael.
Für seine Verdienste wurde er 2005 von König Albert II. als Baron in den Adelsstand gehoben. Darüber hinaus wurde ihm am 21. Juni 2009 der alle zwei Jahre verliehene Prijs van het Vrijzinnig Humanisme zugesprochen, und am 7. Dezember 2009 wurde ihm zusammen mit Melchior Wathelot und André Flahaut der Ehrentitel Staatsminister verliehen.
Poma war darüber hinaus auch Freimaurer und Mitglied der Freimaurerlogen Les Elèves de Thémis Anvers, Het Truweel Antwerpen en de Geuzen sowie Trigonum Antwerpen.

## Veröffentlichungen
- Wat men moet weten over het Belgisch liberalisme, 1954, Co-Autor Frans Janssens
- Knoeien met ons Leefmilieu, 1973
- Energie en Democratie, 1976
- Actie Vrijmetselaren, een politieke benadering van de moderne vrijmetselarij, 1996
- Een visie op de Grote Architect van het Heelal, 1999
- De Verlichting. Pijler van onze beschaving, 2009